# لويز هنريكي (لاعب كرة قدم)
لويز هنريكي هو لاعب كرة قدم برازيلي، ولد في 2 يناير 2001.